# Estación de Biberegg
La estación de Biberegg es un apeadero de la localidad de Biberegg, perteneciente a la comuna suiza de Rothenthurm, en el Cantón de Schwyz.

## Historia y ubicación
El apeadero se encuentra ubicado en el centro del núcleo urbano de Biberegg, situado en el sur de la comuna de Rothenthurm. Fue inaugurado en 1891 con la apertura de la línea férrea Pfäffikon SZ - Arth-Goldau. Cuenta con un andén lateral al que accede una vía pasante.
En términos ferroviarios, el apeadero se sitúa en la línea Pfäffikon SZ - Arth-Goldau. Sus dependencias ferroviarias colaterales son la estación de Rothenthurm hacia Pfäffikon SZ y la estación de Sattel-Aegeri en dirección Arth-Goldau.

## Servicios ferroviarios
Los servicios ferroviarios del apeadero están prestados por SOB (SüdOstBahn):

### S-Bahn
S-Bahn Zug
En el apeadero efectúan parada trenes de una de las líneas que forman la red de cercanías S-Bahn Zug, que junto la red S-Bahn Lucerna, conforman una gran red de cercanías en el centro de Suiza.
- S 31: Arth-Goldau – Rothenthurm – Biberbrugg